# Grabów (Warszawa)
Grabów – dawna wieś, obecnie osiedle i obszar MSI w dzielnicy Ursynów w Warszawie.

## Opis
Pierwsza wzmianka o wsi Grabów zwanej wówczas Grabowo pochodzi z XVIII wieku. Została założona przez podczaszego warszawskiego Grabowskiego, na części terenów wsi Wyczółki oraz Imielin. Według rejestrów podatkowych w 1827 roku Grabów liczył 9 domów i 67 mieszkańców. Kolejne zapisy z 1905 roku podają 158 mieszkańców, ponadto we wsi była szkoła, wiatrak i kuźnia − co wskazywało na zamożność osady.
Według spisu ludności z 1921 roku w miejscowości znajdowało się 21 domów i mieszkało w niej 111 mieszkańcach.
W 1938 roku w Grabowie osiedliły się siostry ze Zgromadzenia Sacre Coeur. Przy swoim domu urządziły kaplicę. W 1952 roku została tam erygowana parafia św. Zofii Barat.
Niemcy zajęli Grabów 8 września 1939 roku.
W styczniu 1951 roku Grabów, podobnie jak wiele innych wsi i osad na przedmieściach ówczesnej Warszawy, został włączony w jej granice (od 1864 roku wchodził w skład gminy Falenty).
Większe zmiany na Grabowie zaszły w latach 80. XX wieku, kiedy na terenach między ulicami Puławską a Taneczną zaczęły powstawać osiedla zabudowy szeregowej budowane przez Międzyzakładową Spółdzielnię Mieszkaniową.
Kolejne poważne zmiany zaszły na przełomie XX i XXI wieku, kiedy na fali boomu budowlanego na dawnych polach zaczęły wyrastać nowe domy jednorodzinne i osiedla domków. Swój rolniczy charakter zachowały tereny położone pomiędzy torami linii radomskiej a ul. Poloneza.

## Ważniejsze obiekty
- zabytkowy dwór (willa) z II połowy XIX wieku (ul. Krasnowolska 78)
- kościół św. Zofii Barat
- Staw Zabłockiego
- Centrum Zaawansowanych Materiałów i Technologii Cezamat
- Osiedle Grabów